# Mylabris dashidorzsi
Mylabris dashidorzsi is een keversoort uit de familie van oliekevers (Meloidae). De wetenschappelijke naam van de soort is voor het eerst geldig gepubliceerd in 1964 door Kaszab.